# Ernest Hollings
Pour les articles homonymes, voir Hollings.
Ernest Frederick Hollings, dit Fritz Hollings, est un homme politique américain né le 1er janvier 1922 à Charleston (Caroline du Sud) et mort le 6 avril 2019 à Isle of Palms (Caroline du Sud). 
Membre du Parti démocrate, il siège pendant 38 ans au Sénat des États-Unis, où il représente son État natal.

## Biographie

### Études et carrière professionnelle
Fritz Hollings est né et a grandi à Charleston en Caroline du Sud. Diplômé du collège militaire de la Citadelle (en) en 1942, il sert dans l'armée de terre américaine pendant la Seconde Guerre mondiale. Il reprend ses études à la faculté de droit de l'université de Caroline du Sud et s'installe comme avocat à partir de 1947.

### Carrière politique
Ernest Hollings siège à la Chambre des représentants de Caroline du Sud de 1949 à 1954. Il est élu lieutenant-gouverneur de l'État en 1954, puis gouverneur de Caroline du Sud en 1958,. À 36 ans, il est alors le plus jeune gouverneur qu'ait connu l'État. Durant son mandat, sont créés les universités technologiques et le réseau de télévision éducatif de Caroline du Sud.
En novembre 1966, il est élu au Sénat des États-Unis pour terminer le mandat de Olin D. Johnston (en), mort l'année précédente. Il est réélu en 1968, 1974, 1980, 1986, 1992 et 1998. Durant ses 38 années au Sénat, il préside plusieurs commissions dont celle du budget (1979-1981) et celle sur le commerce, les sciences et les transports (1987-1995, 2001-2003).
Il se présente à l'élection présidentielle américaine de 1984 mais se retire de la course après les primaires du New Hampshire où il finit en sixième position.
Ernest Hollings choisit de ne pas se représenter lors des élections sénatoriales de 2004, citant notamment sa lassitude face à l'importance prise par les levées de fonds et les lobbys.

### Vie privée
Ernest Hollings épouse en premières noces Patricia Salley. Le couple divorce en octobre 1970 et Hollings se remarie l'été suivant avec Rita Liddy, surnommée Peatsy, une professeure qui fut également son assistante au Sénat. Peatsy Hollings meurt en 2012.